# Картова пеперуда
Картовата пеперуда (Araschnia levana) е вид пеперуда, срещаща се и в България.

## Етимология
Родовото име Araschnia произлиза от гръцката дума αραχνιά означаваща „паяк“, заради окраската на крилете на една от формите на пеперудата (форма levana). Видовият епитет levana произхожда от името на римската богиня Левана.

## Описание
Крилете са с размери 2,4 – 3,8 cm при мъжките, а при женските са 4,0 – 5 cm. Пеперудата има две поколения с различна окраска на крилете. Пролетните са оранжеви с черни петна. Летните са черни с бяла до кремава линия до средата. Долната част на крилата е червено-кафява с бели жилки и напречни ивици.
- Araschnia levana f. levana
- Araschnia levana f. levana  △
- Araschnia levana f. prorsa
- Araschnia levana f. prorsa △

## Разпространение
Разпространена е в умереноклиматичните райони на Евразия.

## Начин на живот и хранене
Пеперудата е горски вид обитаващ райони до около 1400 м. н.в. Основни хранителни растения за гъсениците са видове от род Urtica.